# Digonogastra hector
Digonogastra hector är en stekelart som först beskrevs av Cameron 1887.  Digonogastra hector ingår i släktet Digonogastra och familjen bracksteklar. Inga underarter finns listade i Catalogue of Life.